# Thomas Barrington (2e baronnet)
Thomas Barrington, 2e baronnet (décédé en septembre 1644), est un homme politique anglais qui siège à la Chambre des communes à divers moments entre 1621 et 1644.

## Biographie
Il est le fils de Francis Barrington, 1er baronnet et de son épouse Joan Cromwell, fille aînée d'Henry Cromwell. Il est fait chevalier vers 1621. En 1621, il est élu député de Newtown et est réélu pour la circonscription en 1624, 1625, 1626 et 1628 et siège jusqu'en 1629, date à laquelle le roi Charles décide de gouverner sans parlement pendant onze ans. En 1628, il succède comme baronnet à son père. 
En avril 1640, il est élu député d'Essex lors du Court Parlement. Il est élu député de Colchester pour le Long Parlement en novembre 1640 et siège jusqu'à sa mort en 1644. 
Il épouse vers 1605 Francis Gobert, fille de John Gobert. Il se remarie Judith Lytton, fille de Rowland Lytton. Il a un fils, John Barrington (3e baronnet) de sa première femme. 